# Rentenformel
Die Rentenformel dient der Bestimmung der Höhe der monatlichen gesetzlichen Rente und ist im deutschen Sozialrecht in § 64 des Sechsten Buch Sozialgesetzbuch normiert (SGB VI). Die Formel beinhaltet alle aus dem Versicherungsverlauf des Versicherten zusammengetragenen rentenrechtlichen Zeiten und wird auf Grundlage der jeweils individuellen Erwerbsbiographie ermittelt.
Die monatliche Bruttorente berechnet sich, indem die während des Versicherungslebens ermittelten persönlichen Entgeltpunkte unter Berücksichtigung des Zugangsfaktors mit dem aktuellen Rentenwert und dem Rentenartfaktor multipliziert werden.
Für die knappschaftliche Rentenversicherung gelten Besonderheiten (§ 79 bis § 87 SGB VI).
Von der Rentenformel ist die Rentenanpassungsformel zu unterscheiden, nach der der aktuelle Rentenwert grundsätzlich jedes Jahr zum 1. Juli berechnet wird.

## Die Rentenformel
Mathematisch notiert lautet die Formel:
Rentemonatlich = EP · ZF · aRW · RAF
wobei:
| Rentemonatlich | Monatliche Bruttorente in Euro                             |
| EP             | Summe der Entgeltpunkte aufgrund des Versicherungsverlaufs |
| ZF             | Zugangsfaktor                                              |
| aRW            | Aktueller Rentenwert in Euro                               |
| RAF            | Rentenartfaktor                                            |

Das Produkt EP · ZF ergibt die persönlichen Entgeltpunkte.
Aus den Anfangsbuchstaben der Faktoren ergibt sich das Akronym EZRA (eigentlich EZRa), weshalb die Rentenformel gelegentlich auch EZRA-Formel genannt wird.

### Entgeltpunkte (EP)
Die Summe an Entgeltpunkten spiegeln die relative versicherte Einkommensposition während des Arbeitslebens wider. Ein versichertes Arbeitseinkommen in Höhe des Durchschnittsentgelts eines Kalenderjahres ergibt einen vollen Entgeltpunkt.
Für bestimmte beitragsfreie Zeiten werden Entgeltpunkte angerechnet, deren Höhe von der Höhe der in der übrigen Zeit versicherten Arbeitseinkommen abhängig ist.

### Zugangsfaktor (ZF)
Geht ein Versicherter früher oder später in Rente, wird dieser Umstand durch den Zugangsfaktor berücksichtigt. Damit werden Vorteile und Nachteile einer unterschiedlichen Bezugsdauer der Rente ausgeglichen. Der Zugangsfaktor beträgt 1,0, wenn eine Altersrente mit dem regulären Rentenbeginn anfängt. Bei früherem Beginn einer Altersrente ist er kleiner als 1,0 und bei über die Regelaltersgrenze hinausgeschobenem Rentenbeginn größer als 1,0.

### Rentenartfaktor (RAF)
Durch den Rentenartfaktor wird das Sicherungsziel der jeweiligen Rentenart im Verhältnis zu einer Altersrente bestimmt. Bei Rentenarten mit Lohnersatzfunktion beläuft er sich auf 1,0 und bei Rentenarten mit Unterhaltsfunktion ist er kleiner als 1,0.

### Aktueller Rentenwert (aRW)
Der aktuelle Rentenwert wird zum 1. Juli jedes Jahres in Abhängigkeit von der Entwicklung der Bruttolöhne und -gehälter, dem Beitragssatz zur allgemeinen Rentenversicherung und demographischer Veränderungen (Nachhaltigkeitsfaktor) angepasst. Die Rate der Rentenanpassung wird nach der Rentenanpassungsformel berechnet.

## Zahlenbeispiele für die angewandte EZRA-Formel
- Ein im Herbst 1946 geborener Arbeitnehmer arbeitete 45 Jahre rentenversicherungspflichtig in Westdeutschland und verdiente stets ein Arbeitsentgelt in Höhe des Durchschnittsentgelts (West), so dass er pro Jahr genau einen Entgeltpunkt erhält. 2011 ging er mit 65 Jahren und Erreichen der Regelaltersgrenze in Rente. Der Rentenartfaktor der Regelaltersrente war 1,0[1] und der Zugangsfaktor betrug beim Renteneintritt zum gesetzlich vorgesehenen Zeitpunkt 1,0. Hieraus ergibt sich folgende Rentenberechnung: 45 Entgeltpunkte (EP) × 1,0 (ZF) × 1,0 (RAF) × 24,37 EUR (aRW)[2] = 1.096,65 EUR monatliche Bruttorente. Im Herbst 2019 belief sich der zum 1. Juli jeden Jahres veränderte Rentenwert auf 33,05 EUR,[3] so dass die Beispielrente sich zum 1. Juli 2019 auf 1.487,25 EUR erhöhte. Am 1. Juli 2022 steigt der Rentenwert in den neuen wie den alten Bundesländern kräftig auf 35,52 bzw. 36,03 EUR und damit die westdeutsche Beispielrente auf 1.620,09 EUR, ihr ostdeutsches Pendant auf 1.598,40 EUR.[4]

- Bei einem anderen Arbeitnehmer mit immer nur genau 2/3 des Durchschnittsentgeltesals als beitragspflichtiges Arbeitsentgelt, aber ansonsten genau gleichen Bedingungen wie zuvor, betrugen die Entgeltpunkte 0,6667 EP pro Jahr und somit nach 45 Jahren Arbeit ein Rentenanspruch von 30 Entgeltpunkten. Die Höhe seiner Regelaltersrente betrug somit zum 1. Juli 2019 30 (EP) × 1,0 (ZF) × 1,0 (RAF) × 33,05 EUR (aRW)[3] = 991,50 EUR. Ab 1. Juli 2022 wird sie 1.080,60 EUR und in den neuen Bundesländern 1.065,60 EUR betragen.[4]

- Bei einem 1980 geborenen Arbeitnehmer wurde eine teilweise Erwerbsminderung festgestellt, für die er 2019 eine Rente beantragte. Für seine Beitrags- und anderen rentenrechtlichen Zeiten wurden insgesamt 30 Entgeltpunkte ermittelt. Der Rentenartfaktor wegen teilweiser Erwerbsminderung beträgt 0,5.[1] Da er die Rente bereits vor seinem vollendeten 60. Lebensjahr in Anspruch nahm, verminderte sich sein Zugangsfaktor auf 0,892. Somit erhielt er ab Herbst 2019 eine monatliche Teilerwerbsminderungsrente von 30 (EP) × 0,892 (ZF) × 0,5 (RAF) × 33,05 EUR (A)[3] = 442,21 EUR. Ab 1. Juli 2022 wird sie 481,95 EUR und in den neuen Bundesländern 475,26 EUR betragen.[4]

## Vorläufer
Vor dem 1. Januar 1992 lautete die Rentenformel:
Rentejährlich = r · n · p · B
wobei:
| Rentejährlich | Jährliche Bruttorente in DM |
| r             | Steigerungssatz; er beträgt 1 % für Berufsunfähigkeitsrenten bzw. 1,5 % für Erwerbsunfähigkeits- und Altersrenten                               |
| n             | Versicherungsjahre; sie umfassen Beitragszeiten, Ersatzzeiten (z. B. Wehrdienst) und Ausfallzeiten                                              |
| p             | Durchschnittliche persönliche Prozentsatz, gebildet als Summe der in Prozent zum Durchschnittsentgelt gebildeten eigenen Bruttojahresverdienste |
| B             | Allgemeine Bemessungsgrundlage, die jährlich neu festgelegt wurde (in DM)                                                                       |

Das Produkt p ·  B ergab die persönliche Bemessungsgrundlage; diese konnte höchstens das Doppelte der allgemeinen Bemessungsgrundlage betragen.
Beispiel:
Zum Ende des Jahres 1979 (Bemessungsgrundlage 1979: 21.068 DM) hatte eine versicherte Person nach 40 Arbeitsjahren (in denen sie stets ein Jahresbruttoeinkommen erzielte, das 25 % über dem jeweiligen Durchschnittsentgelt lag) einen Anspruch auf Altersruhegeld in Höhe von:
1,5 % (Altersrente) × 40 (Arbeitsjahre) × 125 % (Bruttoeinkommen) × 21.068 DM (Bemessungsgrundlage) = 15.801 DM/Jahr = 1.316,75 DM/Monat.